# (456) Абноба
(456) Абноба (лат. Abnoba) — астероид из группы главного пояса, который принадлежит к светлому спектральному классу S. Он был открыт 4 июня 1900 года немецкими астрономами Максом Вольфом и Фридрихом Швассманом в обсерватории Хайдельберг и назван в честь Абнобы, гальской богини лесов и рек.

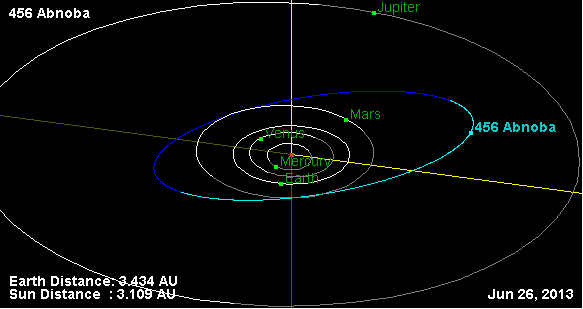
Орбита астероида Абноба и его положение в Солнечной системе